# Fisioterapia dermatofuncional
La fisioterapia dermatofuncional es una especialidad de la fisioterapia que actúa en la prevención, promoción y recuperación del sistema tegumentario (piel y sus anexos) cuyo comprometimiento puede estar relacionado con algunos disturbios metabólicos, linfáticos, endócrinos, dermatológicos, neurológicos y del sistema osteomioarticular. Son disfunciones insertadas en el ejercicio profesional de la fisioterapia dermatofuncional la obesidad, la flacidez de piel, la grasa localizada, las estrías, el fibroedema gelóide y las cicatrices, entre otras disfunciones. Antiguamente era conocida como Fisioterapia Estética.
Actúa en las condiciones dermatológicas integradas con la calidad funcional del individuo, estando relacionada con la funcionalidad de los tejidos. Está conectada a un abordaje multidisciplinar, asociando la fisioterapia con nutricionistas, profesionales de educación física, endocrinologías, dermatólogos, angiologos y cirujanos plásticos, garantizando mejores resultados y satisfacción al paciente.
Los recursos utilizados por los profesionales pueden tener acción aislada o de terapia combinada, asociando dos agentes o más, sean ellos térmicos, eléctricos, mecánicos y fototerapeuticos. De entre las posibilidades para el tratamiento de reducción de la grasa localizada, los más citados en las bases de datos recientes son:
- ultrasonido
- electroterapia invasiva y no-invasiva
- endermología
- radiofrecuencia
- laserterapia
- crioterapia